# كوزماس الأول
كوزماس الأول (باليونانية: Κοσμάς Α′)‏ بطريرك الإسكندرية للروم الأرثوذكس من 727 والي وفاته عام 768.
كان كوزماس أول بطريرك خلقيدوني (للطائفة الملكانية) يقيم في الإسكندرية بعد الفتح الإسلامي لمصر في 640. ظل كرسي بطريرك الإسكندرية للروم الأرثوذكس شاغر منذ ذلك الحين ، الي أن تم تعيين كوزماس بموافقة كل من الخليفة الأموي هشام بن عبد الملك والإمبراطور البيزنطي .  فان المؤرخ تيوفان المعرف قرر أنه في عام 742، رفض كوزماس المونوثيليتية ، المذهب السائد بين الملكانيين في الإسكندرية منذ أن تم تثبيتها بواسطة الإمبراطور هرقل . نظرًا لأن كوزماس نفسه لم يكن على الأرجح يؤمن بالمونوثيليتية ، فقد فسرت الدراسات الحديثة على أن البطريركيات الخلقيدونية الأخري قد أعترفت ببطريركية الإسكندرية.  مثل غيره من البطاركة في الشرق الأوسط ، تحدث كوزماس عام 767 ضد هرطقة تحطيم الأيقونات . [بحاجة لمصدر]